# Eickholt (Melle)
Eickholt ist ein Ortsteil der Stadt Melle im Landkreis Osnabrück in Niedersachsen. Der Ort bildete bis 1970 eine Gemeinde im damaligen Landkreis Melle und gehört heute zum Meller Stadtteil Melle-Mitte.

## Geographie
Eickholt besitzt keinen Dorfkern, sondern ist eine alte Bauerschaft etwa 5 Kilometer südlich der Meller Kernstadt, die aus verstreut liegenden Einzelhöfen besteht. Der Ortsteil erstreckt sich beiderseits der Landstraße nach Borgholzhausen und wird im Osten vom Violenbach sowie im Westen vom Laerbach begrenzt. Westlich der Borgholzhausener Straße liegt eine alte renaturierte Mülldeponie.

## Geschichte
Die Bauerschaft Eickholt gehörte bis zu den Napoleonischen Kriegen zum Amt Grönenberg des Hochstifts Osnabrück. Von 1807 bis 1810 gehörte Eickholt zum Kanton Melle des napoleonischen Satellitenstaats Königreich Westphalen. Von 1811 bis 1813 gehörte der Ort unmittelbar zu Frankreich und dort zur Mairie Melle im Arrondissement Osnabrück des Departements der Oberen Ems. 1814 kam Eickholt zum Königreich Hannover und bildete dort eine Gemeinde im Amt Grönenberg. 1867 fiel Eickholt mit dem gesamten Königreich Hannover an Preußen und seit 1885 gehörte die Gemeinde zum Landkreis Melle. Innerhalb des Landkreises Melle gehörte die Gemeinde zur Samtgemeinde Melle. Am 1. Januar 1970 wurde Eickholt in der ersten Phase der Gebietsreform in Niedersachsen in die Stadt Melle eingegliedert.

## Einwohnerentwicklung
| Jahr | Einwohner | Quelle |
| ---- | --------- | ------ |
| 1845 | 128       | [ 2 ]  |
| 1871 | 139       | [ 3 ]  |
| 1910 | 123       | [ 4 ]  |
| 1939 | 121       | [ 5 ]  |
| 1950 | 186       | [ 6 ]  |
| 1961 | 114       | [ 6 ]  |

## Baudenkmale
In Eickholt ist ein Speichergebäude des Hofs Johanning an der Borgholzhausener Straße 125 denkmalgeschützt.